# Giuseppe Rippa
Giuseppe Rippa (Napoli, 6 maggio 1950) è un politico e giornalista italiano, ex-segretario del Partito Radicale.

## Biografia
Nato e cresciuto nella zona di Santa Lucia, per molti anni fu uno dei massimi attivisti radicali napoletani ed, assieme al giornalista Nicola Muccillo, fu tra coloro i quali maggiormente contribuirono a fondare la sede di Napoli di Radio Radicale. Vive a Roma dal 1973.
Candidato alle elezioni del 1979, venne proclamato eletto alla Camera dei deputati come subentrante a Marco Pannella in data 20 novembre 1980. Come deputato svolse un'intensa attività, soprattutto come componente delle commissioni affari interni e trasporti.
Il 4 novembre 1979, venne eletto segretario del Partito Radicale al termine del XXII Congresso tenutosi al Palazzo dello Sport di Genova, sulla base di una mozione che andava a ricomporre le polemiche scoppiate in seguito all'abbandono del congresso da parte di Pannella e di numerosi altri militanti del partito, partiti per Parigi per manifestare a favore del segretario uscente Jean Fabre, arrestato come obiettore di coscienza.
Dopo una scissione nell'ottobre 1982, fondò il Movimento Federativo Radicale.
In seguito si è dedicato alla direzione del bimestrale politico Quaderni Radicali e del suo supplemento telematico nuova Agenzia Radicale, di cui ha curato e consentito la pubblicazione fino ad oggi, senza mai ricorrere a sovvenzioni pubbliche e mettendo in gioco anche averi e proprietà personali; di entrambe le testate, oltre che direttore, è anche il fondatore. È giornalista non iscritto all'Ordine che ritiene vada abrogato, in osservanza dell'articolo 21 della Costituzione.
A livello politico attualmente è segretario dell'Associazione Arabi Democratici Liberali, che ha fondato nel 2006 assieme alla giornalista Anna Mahjar Barducci.

## Opere
- Maledetta politica: diario di un anno, Napoli, Fausto Fiorentino Editore (1992)
- Hanno ammazzato la politica, Roma, Edizioni Memoria (1993)
- Lo stato delle cose, Firenze, Loggia de' Lanzi (1994)
- Lunedì napoletani. Diario politico settimanale, Napoli, Il Denaro Libri (2002)
- Maledetta Napoli, Soveria Mannelli, Rubbettino Editore (2008).
- Alle frontiere della libertà, Soveria Mannelli, Rubbettino Editore (2015)
- L'altro radicale. Essere liberali senza aggettivi, Napoli, Guida Editori (2018)